# Yoichiro Kakitani
Yoichiro Kakitani (柿谷 曜一朗 Kakitani Yōichirō?), född 3 januari 1990 i Osaka, är en japansk fotbollsspelare som spelar för Nagoya Grampus.

## Klubbkarriär
Kakitani började spela med moderklubben Cerezo Osaka redan som 4-åring. När han var 16 skrev han som yngsta spelaren genom tiderna i Cerezo på ett proffskontrakt och gjorde debut i J-League 26 november 2006. Han blev även inbjuden att träna med såväl Arsenal som Inter.
2009 blev Kakitani utlånad till Tokushima Vortis i tre säsonger. Efter återkomsten till Cerezo Osaka gjorde han 2012 elva mål i J-League för att året efter utöka målskörden till 21 mål då klubben slutade 4:a i ligan.
Till säsongen 2014/15 värvades Kakitani till schweiziska FC Basel. Han gjorde debut för sin nya klubb 2 augusti 2014 när han hoppade in i 3-2-segern mot FC Thun.
I december 2020 värvades Kakitani av Nagoya Grampus.

## Landslagskarriär
Yoichiro Kakitani var en av Japans störts stjärnor i ungdomslandslagen. Under asiatiska mästerskapet för U17-landslag 2006, en turnering som Japan vann, blev han utsedd till MVP. I U17-VM 2007 gjorde han två mål, det mot Frankrike gjorde han genom ett skott från halva planen.
För Japans A-landslag har han spelat i VM 2014, där han fick speltid i två gruppspelsmatcher.

### Landslagsmål
Japans mål står alltid först
| Nr | Datum            | Plats                                    | Motståndare | Mål | Resultat | Tävling                        |
| -- | ---------------- | ---------------------------------------- | ----------- | --- | -------- | ------------------------------ |
| 1. | 21 juli 2013     | Seoul World Cup Stadium, Seoul, Sydkorea | Kina        | 2–1 | 3–3      | Östasiatiska mästerskapet 2013 |
| 2. | 28 juli 2013     | Seoul Olympic Stadium, Seoul, Sydkorea   | Sydkorea    | 1–0 | 2–1      | Östasiatiska mästerskapet 2013 |
| 3. | 28 juli 2013     | Seoul Olympic Stadium, Seoul, Sydkorea   | Sydkorea    | 2–1 | 2–1      | Östasiatiska mästerskapet 2013 |
| 4. | 16 november 2013 | Kung Baudouin-stadion, Bryssel, Belgien  | Belgien     | 1–1 | 3–2      | Vänskapsmatch                  |
| 5. | 4 juni 2014      | Raymond James Stadium, Tampa, USA        | Costa Rica  | 3–1 | 3–1      | Vänskapsmatch                  |

## Meriter
Japan
- Guld i U17-asiatiska mästerskapet: 2006